# Palau Episcopal de Barcelona
El Palau Episcopal de Barcelona o Palau del Bisbe és un edifici situat al costat de la catedral de Barcelona, catalogat com a bé cultural d'interès local.

## Història

### Edat antiga
A conseqüència de les obres d'instal·lació d'un dipòsit de gasoil al subsòl del pati del palau arquebisbal, es va donar avís al Museu d'Història de la Ciutat de l'aparició d'un mur possiblement romà. Amb el permís de la Comisaría de Excavaciones, i a través del delegat de Belles Arts, es van portar a terme els treballs arqueològics per salvar les restes que quedaven. Així, es van poder documentar un total de cinc fosses de diverses dimensions entre finals del segle i i mitjans del ii. En alguns casos es van recuperar materials de construcció i restes de pintures d'una construcció anterior, arrasada per la transformació urbana posterior, cap al segle iii.
Sobre aquests primers nivells, es va localitzar l'espai que ocupaven dues habitacions d'una domus integrada en una insula del nord-oest, que estaria limitada per l'intervallum i el decumanus maximus, a prop de la muralla nord i la Porta Decumana. Aquesta construcció es va datar entre finals del segle ii i principis del iii. L'única paret documentada se situava a l'est de la fossa i era comú a les dues estances. Es tractava d'un mur d' opus incertum amb inclusions de lateres en el morter de calç i pedra. Es trobava alçat directament sobre una capa de calç molt compacta o sobre el subsòl geològic, seguint el relleu. A l'angle nord-est i cap a la part mitjana estava reforçat amb dues pilastres verticals aprofitades de construccions anteriors, tal com ho indicava la presència d'una base motllurada que quedava sota el nivell del pis. Aquesta paret presentava restes de pintures que pels temes que hi figuraven, diferents en els extrems, es va considerar que existien dues cambres separades per un mur transversal, el qual havia desaparegut però es podia veure una franja sense recobriment (d'uns 35 cm.) a la part mitjana de la paret decorada i que separava els temes decoratius de les dues cambres. A nivell del pis, es va documentar un nivell de terraplenat per damunt del qual es va localitzar les restes d'un mosaic en l'habitació del costat sud. D'aquest tan sols es conservava un fragment de la part central i es trobava assentat damunt d'una fina capa de morter sense rudus subjacent. Pel que fa al motiu decoratiu, sembla que es tractava d'un tema geomètric confeccionat amb tessel·les, d'un cm de costat, de materials com pissarra per a les de color blau, calcàries per al fons blanc i amb menys quantitat tessel·les de color vermell.
Entre finals del segle iv i el v, sembla que l'habitatge va patir una sèrie de reformes que afectaren tant el mur com el paviment. Pel que fa a l'alçat del mur, si bé fins a 1,50 m des del pis s'observava l'opus incertum, a partir d'aquesta alçada es trobava tallat i s'havia implementat una tècnica constructiva molt més descuidada i sense recobriment pictòric. A aquesta reforma li acompanya un paviment fet d' opus signinum de 10 cm de gruix. Per damunt dels paviments, tant de l'opus signinum com del mosaic, es va localitzar una capa compacta de tegulae i lateres que evidenciaven una destrucció o reforma posterior del segon habitatge. Aquesta acció no es va poder enquadrar dins cap moment cronològic concret.
Aquest estrat de destrucció es trobava tallat a la vegada per una sitja, el farciment de la qual no va permetre determinar-ne la cronologia, com que només va proporcionar matèria orgànica i fragments informes de ferro.

### Edat mitjana
L'edifici conegut actualment com a Palau del Bisbe és la primera construcció de la nova seu episcopal barcelonina que s'aixecà intramurs de la ciutat, aprofitant el parament interior de la muralla romana. Segons la documentació històrica, l'any 1078 el bisbe Umbert va comprar a Narbona i el seu espòs Arnau Gontari el solar del futur palau. Aquest solar estava delimitat per les torres de l'Ardiaca a l'est, unes edificacions que s'identifiquen amb el domicili d'Ermer Ruf a l'oest, un hort propietat de l'hebreu Isaac a extramurs de la muralla cap al sector nord i finalment una plaça pública cap a la banda sud.
Seria llavors, durant les darreres dècades del segle xi, quan s'haurien construït algunes de les edificacions més antigues del conjunt episcopal. Tot i així, la primera referència escrita del Palau del Bisbe és una butlla papal que data de l'any 1176 i que descriu l'edifici amb unes torres (les de la muralla) i localitzat a continuació del Palau dels Comtes. No obstant però, el canvi de residència no s'hauria produït oficialment fins a l'any 1316, moment en què la propietat passa a mans del rei Jaume II amb la finalitat d'ampliar les seves dependències del Palau Reial Major.
A les darreries del segle xii es portaria a terme una de les primeres grans actuacions del conjunt, la construcció d'una ala de dues plantes adossada a la muralla romana. Aquesta nau, recolzada a la cortina romana del segle iv, encara conserva una part de la façana oberta al pati del conjunt amb una galeria al pis principal d'arcs de mig punt, pilars i columnes bessones que alternen àbacs llisos i capitells amb una decoració vegetal i figurada. Malauradament, la restauració del 1928 va modificar considerablement la planta baixa, fent-ne desaparèixer el porxo.
Aquesta galeria va ser ampliada al segle xviii i, gràcies a uns treballs de reforma relativament contemporanis, es va localitzar a la caixa d'escala el testimoni de dos arcs complets, fet que confirmaria que la galeria continuava cap a l'esquerra, abans de ser interrompuda per la façana del cos de la capella, construït entre 1253 i 1257 a conseqüència de la compra i enderroc de dues cases.
Donat el grau de congestió demogràfica de la ciutat de Barcelona durant el segle xiii, el 1282 el consistori autoritzà construir arcs entre les torres de la muralla romana per tal de guanyar espai a la ciutat. D'aquesta època provindria el gran arc de 15 metres que uneix la torre Decumana amb la torre rectangular següent i que, dins del Palau Episcopal, es troba a l'interior de l'ala nord-occidental.
Al segle xiv es realitzaren les obres del segon pis de l'ala de la muralla, atribuïdes a Pere Isern, mestre de cases que va treballar cap al 1363 al recinte episcopal.
El 1355, es produeix la cessió de part de l'hort del palau Episcopal (les «ansiameres») situat al fossar, per urbanitzar la plaça Nova, la qual es va finalitzar 1358.

### Edat moderna
A final del segle xv i principis del xvi, durant el pontificat del bisbe Pere Garcia, es portà a terme l'arranjament de l'anomenada «capella petita», situada al primer pis, sobre l'arc que uneix les dues torres de la muralla. Encara avui dia s'hi aprecia l'escut del prelat en una de les parets. En aquest període s'haurien construït també les ales dels carrers del Bisbe i Montjuïc del Bisbe, enderrocades al segle xviii
L'any 1614 hauria tingut lloc la construcció d'un pont entre la porta Decumana i la d'Ardiaca. Aquest pont constava de dos nivells i es componia estructuralment de dos arcs rebaixats, construïts amb setanta-cinc anys de diferència. El primer coincidia amb l'alçada de l'antic pas de ronda i amb l'actual planta noble de l'edifici i el segon permetia desenvolupar un corredor o passadís amb finestres de mig punt amb barana emmarcades per fines pilastres dòriques.
El 23 de maig del 1690, la confraria de Sant Roc sol·licità el permís per a col·locar una nova imatge del sant en aquesta part de la muralla construint una volta sota la galeria del 1614. Amb aquest fet s'hauria de relacionar també la construcció de l'escala de cargol a l'interior de la torre Decumana per tal de facilitar l'accés i el trasllat puntual de la imatge de Sant Roc des de la capella de la torre fins al centre del pont.
A principis del segle xviii, es bastiren també les quatre darreres cruixies de la part posterior del Palau, paral·leles al cos de la capella del segle xiii.
Amb l'enderroc de les ales dels carrers del Bisbe i Montjuïc del Bisbe es produí la construcció d'un nou cos atribuït a Pedro de Lucuze (o Pedro de Lonce) i del mestre de cases Josep Mas i Dordal. Al mateix temps, s'aprofitaren les obres per reparar les teulades i tots els espais de servei sota les cobertes, es realitzà una nova majordomia, es bastí el saló de davant la secretaria, s'aixecà la torre (la central de la muralla, acabada amb un campanar) i es construí l'escala que puja al segon pis. També haurien estat fetes a aquesta època les finestres i balcons del pati que desapareixerien a la reforma de Sagnier l'any 1928.
Durant la prelatura de Josep Climent (1766-1775) es va construir la façana del palau que dona al carrer del Bisbe.
L'any 1782, el nou prelat Gabino de Valladares, va adqurir tres cases a la plaça Nova i al carrer de la Palla amb la intenció de construir-hi un nou cos on pugui establir les seves dependències i els espais més representatius de la seu del bisbat. Segons la documentació històrica conservada, els plànols són de Josep Mas i Dordal, el contracte de l'obra l'obtingué el seu germà Pau; el picapedrer era Sebastià Prats; el vidrier era Francesc Saladriga; el manyà, Pere Sendil, i finalment, el pintor encarregat de decorar tant la façana com les sales principals va ser Francesc Pla «el Vigatà». Les obres tingueren un cost total de 46.000 lliures, inclòs el preu del terreny.

### Segle XIX
Cap a 1808 s'encarreguen diversos informes tècnics en què consta la necessitat de realitzar millores urgents a l'edifici però aquest procés queda interromput per la guerra fins a 1814. Es fan càrrec del projecte l'arquitecte i constructor Tomàs Soler, el fuster Josep Vila, el serraller Carles Saralt i el vidrier Jaume Arufo. Entre les obres realitzades es troben l'arranjament de les cotxeres, el celler, la cúria, les teulades, el jardí, les habitacions del bisbe, els gabinets i les cuines entre d'altres.
El 1816, el bisbe Pau de Sitjar compra una casa al carrer de la Palla que s'adjunta a l'ala construïda al segle xviii. Els treballs van estar dirigits per l'arquitecte Tomàs Soler i Ferrer que també s'encarrega dels treballs del jardí del palau. Aquesta intervenció requereix reomplir aquesta part del solar per tal d'elevar 2,5 metres la cota del nou jardí respecte al nivell de la plaça Nova i del carrer de la Palla i donar-li així accés des del pis del carrer del Bisbe.
El 15 de febrer del 1823, durant el Trienni Constitucional, sota el pontificat del mateix bisbe Sitjar, la Comissió d'Obreria de l'Ajuntament de Barcelona emet l'ordre d'enderrocar el pont que uneix les torres del palau del bisbe i la casa de l'Ardiaca, al·legant qüestions de seguretat pública. Els signants de l'ordre d'enderrocament, Juan Angetiu i Juan Novellas, ofereixen al Governador de la Mitra la possibilitat d'acreditar amb brevetat el dret de propietat del pont i així impedir-ne la demolició. Com que no apareix cap escriptura de propietat sobre el pont, es dona acompliment a la disposició municipal.
Donat el mal estat que presentaven diverses parts de la torre i de la part posterior de la porta Bisbal, el 1889, es decideix traslladar la font pública que hi havia al peu de la torre. També es procedeix al revestiment de les juntures entre els carreus amb un encintat i es substitueix la gran obertura en forma d'arc de mig punt de la torre Decumana per una finestra amb les muntants i llindes de pedra. A la part superior de la torre, s'hi obre una nova finestra geminada amb una columneta central.

### Segle XX
El 1908 s'inicià la remodelació de la galeria del primer pis, on es col·locaren vitralls i es tancà l'espai obert a l'exterior. A l'interior, s'hi ubicà, ja tancada, la capella principal del palau. És també d'aquesta època la reconstrucció de l'«anticapella», també anomenada «Sala Cardenal Casañas».
Entre 1928-1929 es portà a terme un projecte signat per l'arquitecte diocesà Enric Sagnier i Villavechia, que tenia per objectiu recuperar la fesomia medieval del pati conformat originàriament per dues naus dels segles xii i xiii i dues de principis del xvi, enderrocades i reedificades a final del xviii. Així se n'eliminen tots els elements barrocs i neoclàssics i d'altres es substituïren per elements medievalitzants, especialment les obertures. També s'enderrocà el cos d'obra i la marquesina de protecció de l'escala principal i es reconstrueix aquest element de comunicació vertical amb un estil neoromànic. A l'interior es recuperaren els embigats de fusta que es pinten imitant els enteixinats medievals. De fet, bona part d'aquestes cambres van servir per allotjar els prelats que visiten Barcelona amb motiu de l'Exposició Universal de 1929. També es referen tots els paviments del primer pis i se substituïren per mosaics hidràulics dissenyats pel mateix Sagnier. Afortunadament, aquest projecte neoromànic no s'executa a les façanes del carrer del Bisbe i de la plaça Garriga i Bachs, que van conservar la composició barroca i la decoració d'esgrafiats.
Amb motiu de l'esclat de la Guerra Civil el 1936, el palau restà abandonat i la Generalitat proposà convertir-lo en la seu de l'Arxiu Nacional de Catalunya, projecte que no es portà a terme.
El 1951, l'arquitecte diocesà Manuel Puig i Janer projectà una reforma del segon pis amb la ubicació de nous dormitoris i serveis sobre la muralla romana, i entre 1956 i 1958 s'enderrocaren les cases que es trobaven adherides a la muralla romana pel costat de la casa de l'Ardiaca. Desaparegué així la configuració tradicional de la Plaça Nova per a donar pas a l'àmplia avinguda de la Catedral, la qual cosa permeté contemplar la façana del cos del segle xviii.
Entre 1972 i 1982 es va portar a terme la construcció de l'Arxiu Diocesà, segons el projecte de Joan Bassegoda i Nonell i enllestit en dues fases. Es preveia la conversió de la Sala de la Trinitat en una nova sala de consulta, motiu pel qual es refé totalment la coberta amb encavallades metàl·liques amagades per un cel ras de fusta. L'enteixinat de fusta del segle xiii amb bigues decorades amb epigrafia àrab i heràldica feudal catalana, provinents de la conquesta de Mallorca, es van traslladar al Museu de la Pia Almoina.
A partir de 1987 es realitzaren algunes reformes a la zona d'oficines a càrrec de l'arquitecte Cèsar Martinell i Taxonera, i el 1992, coincidint amb la celebració dels Jocs Olímpics de Barcelona, l'arquitecte Josep Maria Botey es va fer càrrec dels treballs de restauració de les façanes de l'ala del segle xviii que donen a la plaça Nova i al carrer de la Palla.
El 1999 es restaurà íntegrament el Saló del Tron incloent-hi les pintures de Francesc Pla «el Vigatà», i el 2010, la restauració del parament de la torre romana, que s'inclou dins d'un pla estratègic d'actuació integral en tot el conjunt, coordinat per l'arqueòleg mossèn Robert Baró.

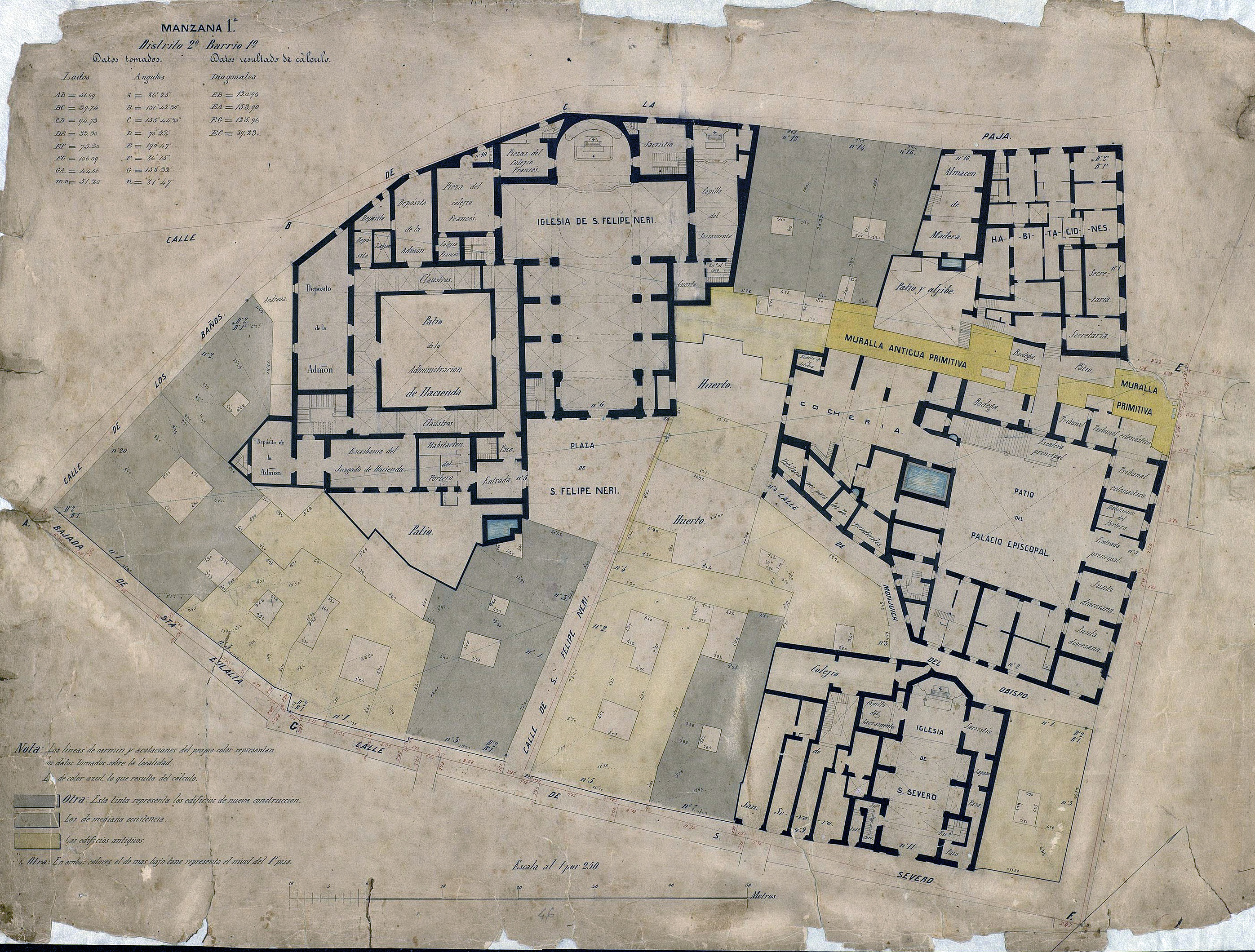
Quarteró núm. 46 de Garriga i Roca (c. 1860)

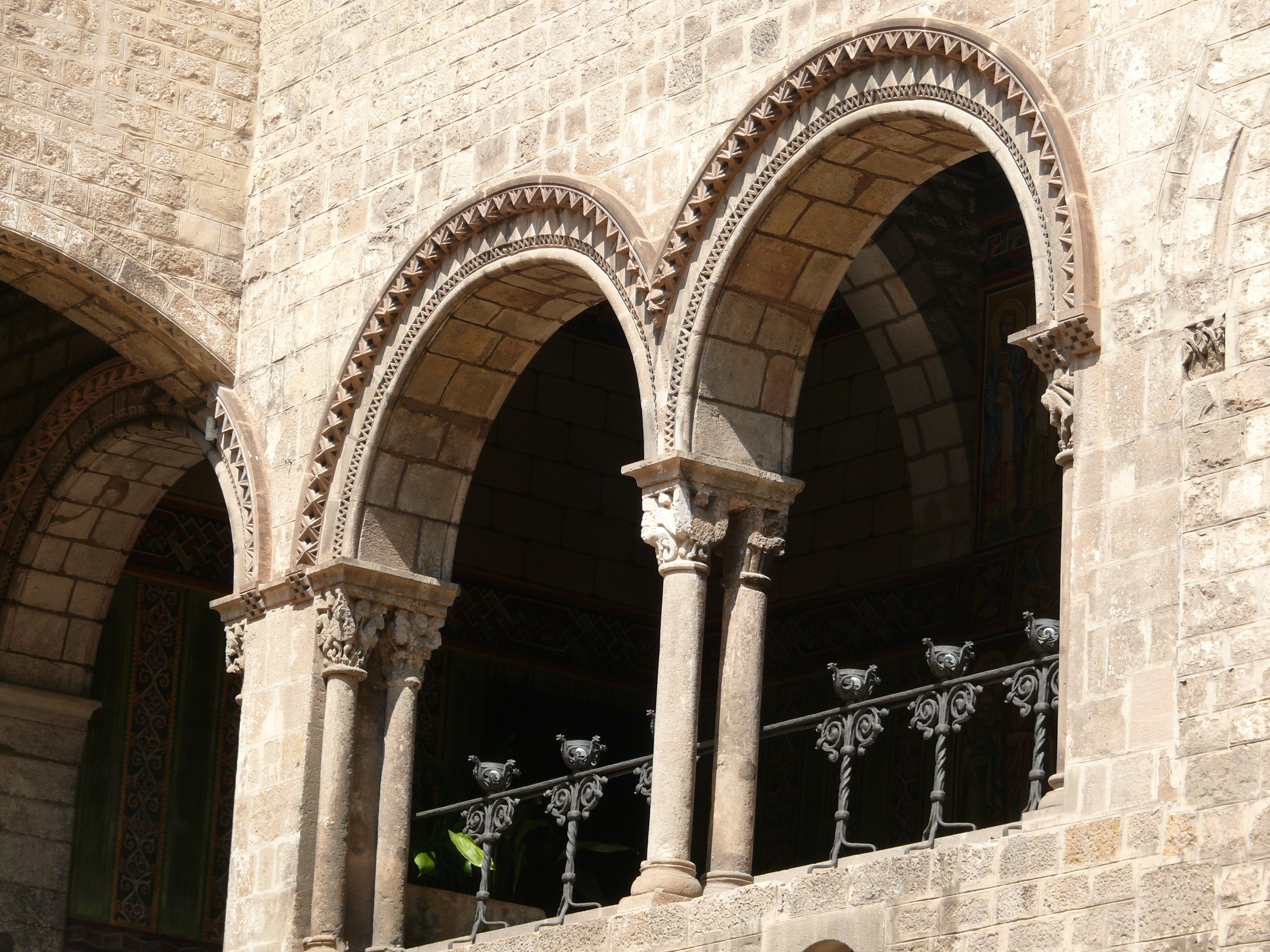
Detall de la galeria del pati

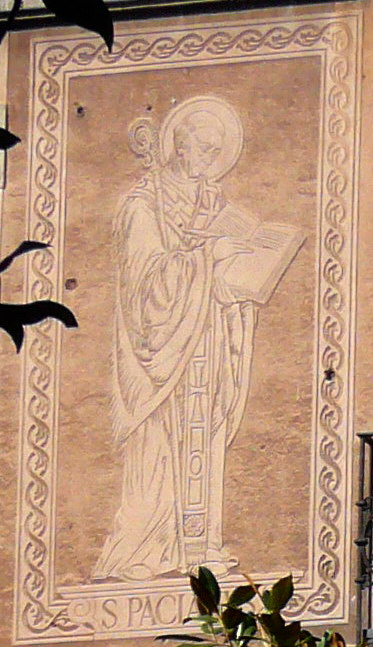
Esgrafiat de Sant Pacià

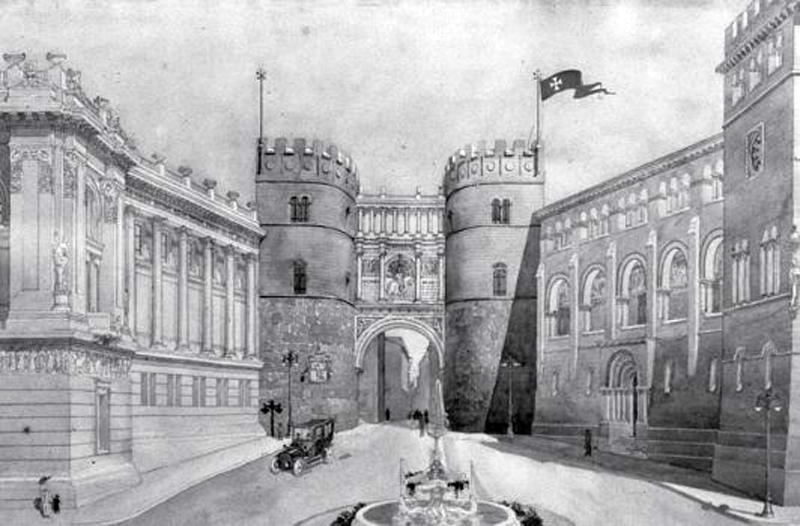
Projecte de Lluís Domènech i Muntaner per a urbanitzar la Plaça Nova

## Arquitectura

### Planta
És un conjunt arquitectònic organitzat al voltant d'un gran pati central. Al costat nord, limita amb tres de les torres la muralla romana, dues de planta quadrada i una de semicircular (la que conformava part de la Porta Decumana, a la plaça Nova). Entre les façanes, destaca especialment la del carrer del Bisbe, on actualment hi ha l'entrada principal.

### Façana del carrer del Bisbe
Es tracta d'una façana amb un basament corregut de pedra i una gran portalada central monumentalitzada. La façana està estructurada en tres bandes horitzontals (sòcol de pedra en planta baixa, planta noble i segon pis). La porta principal és emmarcada per dues parelles de pilastres jòniques de les quals neix un arc rebaixat, sobre el qual recolza un entaulament. Damunt del fris s'hi col·locà un escut amb els emblemes episcopals esculpits en pedra i sense cap referència personal al prelat promotor de l'obra (un fet insòlit que corrobora l'abnegació del seu caràcter) i, finalment, la data de la factura, 1769.
Els nivells corresponents al pis principal i el segon estan ricament decorats amb esgrafiats, els quals emmarquen també les obertures. Aquestes es configuren amb muntants i llindes de pedra obertes a balcons en voladís amb estructura de ferro i rajola i barana amb barrots helicoidals. Entre els espais més emblemàtics del conjunt trobem les estances localitzades al primer pis de la Torre Decumana, algunes de les quals encara conserven part dels embigats de fusta medievals.

### Façana de la Plaça Nova
Dins de les grans ampliacions realitzades al conjunt, cal destacar també la corresponent amb l'edifici neoclàssic de la Plaça Nova. Aquest consta de quatre plantes: una de semisoterrani amb accés directe des de la plaça; una primera de connectada interiorment amb el pati principal; una segona corresponent a la planta noble amb una sala de 9,6 metres d'alçada, i una tercera que ocupa la resta del volum de la crugia paral·lela a la plaça.
Finalitzada l'any 1784, està presidida al tram central per un frontó triangular que remata el tram central. Es tracta d'una fàbrica realitzada íntegrament en pedra de Montjuïc i que presenta una característica formal molt curiosa: quan la façana s'uneix a la torre Decumana, la primera es doblega per tal d'entregar-se amb la fàbrica romana de manera més contínua, fent així un petit frontis en xamfrà. Es caracteritza aquesta façana pel ritme i simetria de les seves obertures de finestres i balcons, emmarcades amb senzilles motllures. Als extrems de la planta noble es disposen dues tribunes vidrades i estructura de fusta. Originàriament, les entrepilastres de la façana estaven decorades amb pintures de Francesc Pla «el Vigatà» de manera semblant al Palau Moja. Malauradament avui dia només es conserven restes de les pintures del Vigatà en el parament central de la planta noble.
Dins d'aquesta nova ala, se'n destaca especialment el Saló del Tron, decorat el 1785 pel mateix Pla amb escenes de l'Antic Testament. A les llindes de les portes d'aquesta gran sala, s'hi troba l'escut del bisbe Valladares, l'impulsor del bastiment d'aquesta part de l'edifici.

### Pati interior
Aquesta porta monumental dona accés a un vestíbul a continuació del qual es localitza el gran pati descobert del palau, d'origen medieval. A la cantonada més septentrional es localitza l'escala monumental d'accés al pis principal, el qual destaca per la galeria amb arcs de mig punt oberta en la façana. Aquesta galeria, reformada en cronologies relativament contemporànies, comptava amb dos trams més, actualment embeguts al mur i visibles a la caixa d'escala que dona accés al segon pis. Les arcuacions se sostenen a sobre de columnes adossades a pilars rectangulars i estan decorades amb guardapols motllurats amb punta de diamant. Els capitells de les columnes repeteixen un tema vegetal semblant al d'alguns elements de l'ala nord-oriental del conjunt. Al segon pis, diverses finestres gèmines amb una columneta central (modificades a principis del segle xx) il·luminen l'àmplia cambra on actualment hi ha la sala de lectura de l'Arxiu Diocesà.
Un dels elements més destacables del conjunt és la volta grassa localitzada a la planta baixa (accessible des del pati) que encara mostra l'empenta de l'encanyissat emprat per a construir-la. Aquesta volta ens portaria a cronologies molt probablement anteriors a la primera residencializació d'aquest indret (anterior al seus orígens com Palau del Bisbe) i que per tant hauria de posar-se en relació amb unes construccions anteriors.